# 嶌信彦のエネルギッシュトーク
嶌信彦のエネルギッシュトーク（しまのぶひこのエネルギッシュトーク）は、TBSラジオをキーステーションに、JRN系列局で毎週日曜深夜に放送していたトーク番組（箱番組）。2002年10月7日放送開始、2014年9月28日終了。
開始当初から2011年3月までは電気事業連合会の1社提供（クレジット紹介はなく、PT扱い）だったが、後述の理由によりその後はノンスポンサーで放送されていた。

## 出演者

### パーソナリティ
- 嶌信彦

### アシスタント
- 安田佑子（開始-2004年9月、2007年10月-）
- 石川央子（2004年10月-2006年3月）
- 柳井麻希（2006年4月-2007年9月）

## ネット局
※印はTBSラジオと同時ネットの局
- TBSラジオ（東京電力管轄）　23:00-23:30
- HBC 北海道放送（北海道電力管轄）　20:00-20:30
- TBC 東北放送（東北電力管轄）　22:30-23:00
- KNB 北日本放送（北陸電力管轄） ※
- CBCラジオ（中部電力管轄） ※
- ABC 朝日放送（関西電力管轄） ※
- RCC 中国放送（中国電力管轄） ※
- RNC 西日本放送（四国電力管轄）　22:00-22:30
- RKB毎日放送（九州電力管轄） ※
- RBC 琉球放送（沖縄電力管轄） 23:30-24:00
- また、全国放送として公式ホームページ経由で1週遅れでネット配信されていた。

## 備考
- 2006年6月18日は2006 FIFAワールドカップ・日本対クロアチア戦中継のため、放送休止された。
- 2009年3月31日には浅草キッドをゲストに迎えた「嶌信彦のエネルギッシュトークスペシャル」が1時間枠で放送されたが、レギュラー放送未ネット局を含め、多くの局では「kakiiin」を差し替える形でオンエアされた。
- 2010年11月7日はTBSやCBCなどで日本シリーズ第7戦を23時30分まで中継したが、TBSは日本シリーズをネットしていない局向けに通常通りの時間に裏送りを行ったため、日本シリーズをネットした局では当番組が放送出来なくなり（日曜日は放送機器メンテナンスのための停波時間を設けているため）、この日の放送分を1週間後の11月14日に放送。さらに本来11月14日に放送する分を別の枠に移して放送し、11月21日放送分から通常放送に戻した。
- 2011年3月11日に発生した東日本大震災とそれに伴う福島第一原子力発電所事故の影響で3月13日の放送分より、電力事業連合会のCMはACジャパンのCMやJRN系列の義捐金募集インフォマーシャルに差し替えられ、その後CMを一切入れずに放送している。また、東北電力が在仙の民放各局への全ての提供番組を停止していたことから、東北放送では2011年8月まで放送を休止していた。
- TBSラジオのタイムテーブルおよびradikoにおける同局の番組表記では、1990年前後の、頭髪が黒々としていた頃の嶌の写真が番組終了まで使用されていた。
- 2014年9月28日の放送を以って12年間の歴史に幕を閉じた。嶌は、日曜日21時30分から放送の新番組『嶌信彦 人生百景「志の人たち」』に移動する。なお、「エネルギッシュトーク」はレギュラー放送は終了したが、年5回程度、特別番組として放送する予定であるとしていた[1]が、2022年5月22日現在一度も放送がない。